# روبکو سول ناویلیو
روبکو سول ناویلیو (به ایتالیایی: Robecco sul Naviglio) یک کومونه در ایتالیا است که در استان میلان واقع شده‌است. روبکو سول ناویلیو ۲۰٫۳ کیلومتر مربع مساحت و ۶٬۸۲۹ نفر جمعیت دارد و ۱۲۰ متر بالاتر از سطح دریا واقع شده‌است.